# 亞布拉尼察
亚布拉尼察是波斯尼亚和黑塞哥维那实体之一波黑联邦黑塞哥維那-內雷特瓦州的市镇。市镇面积为301平方公里，2013年人口数量为10,111人。

## 人口
2013年人口普查时亚布拉尼察市镇共有10,111名居民：
- 9,045 波族 (89.46%)
- 726 克族 (7.18%)
- 63 塞族 (0.62%)
- 277 其他 (2.74%)

## 图集

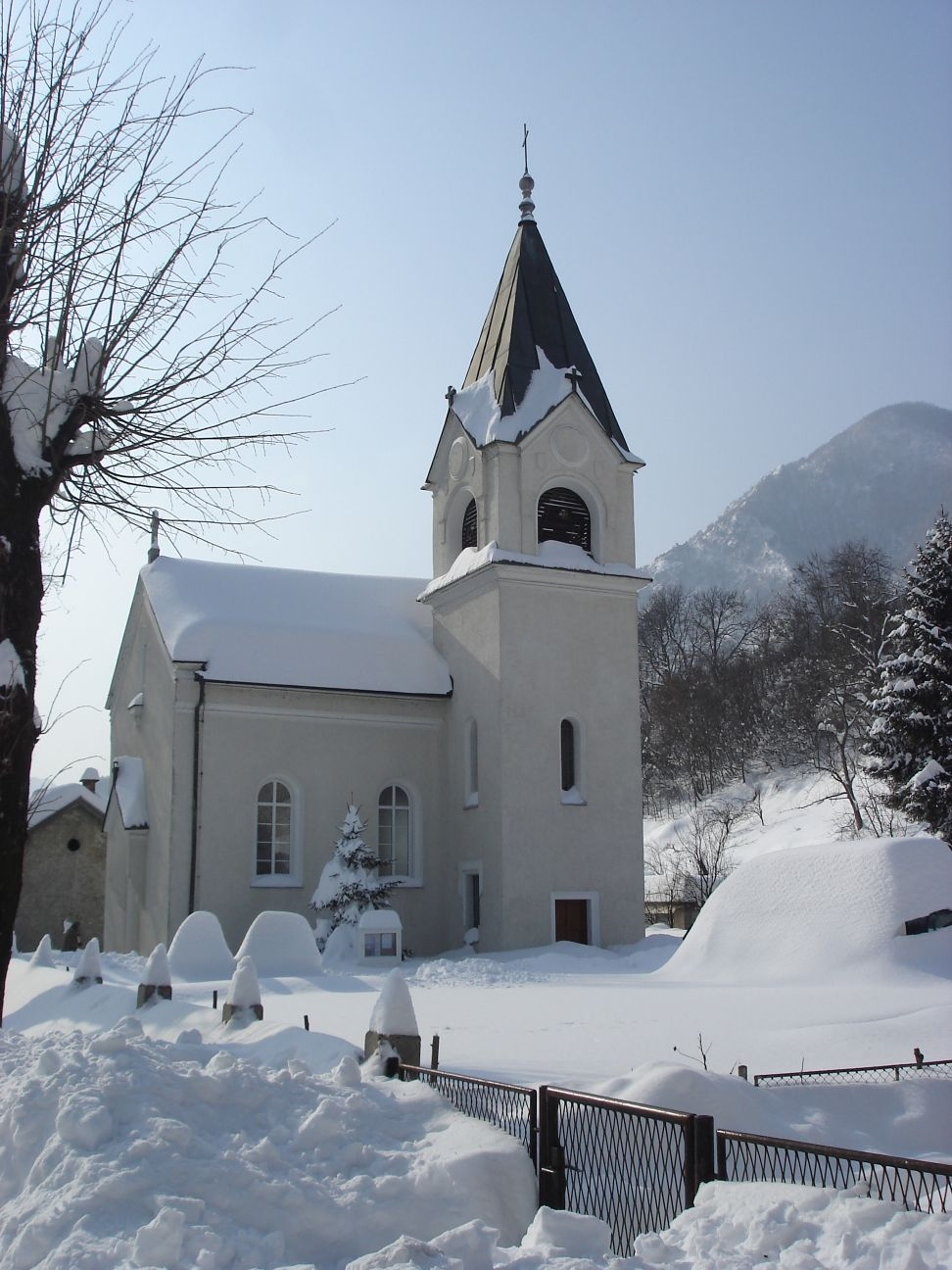
教堂
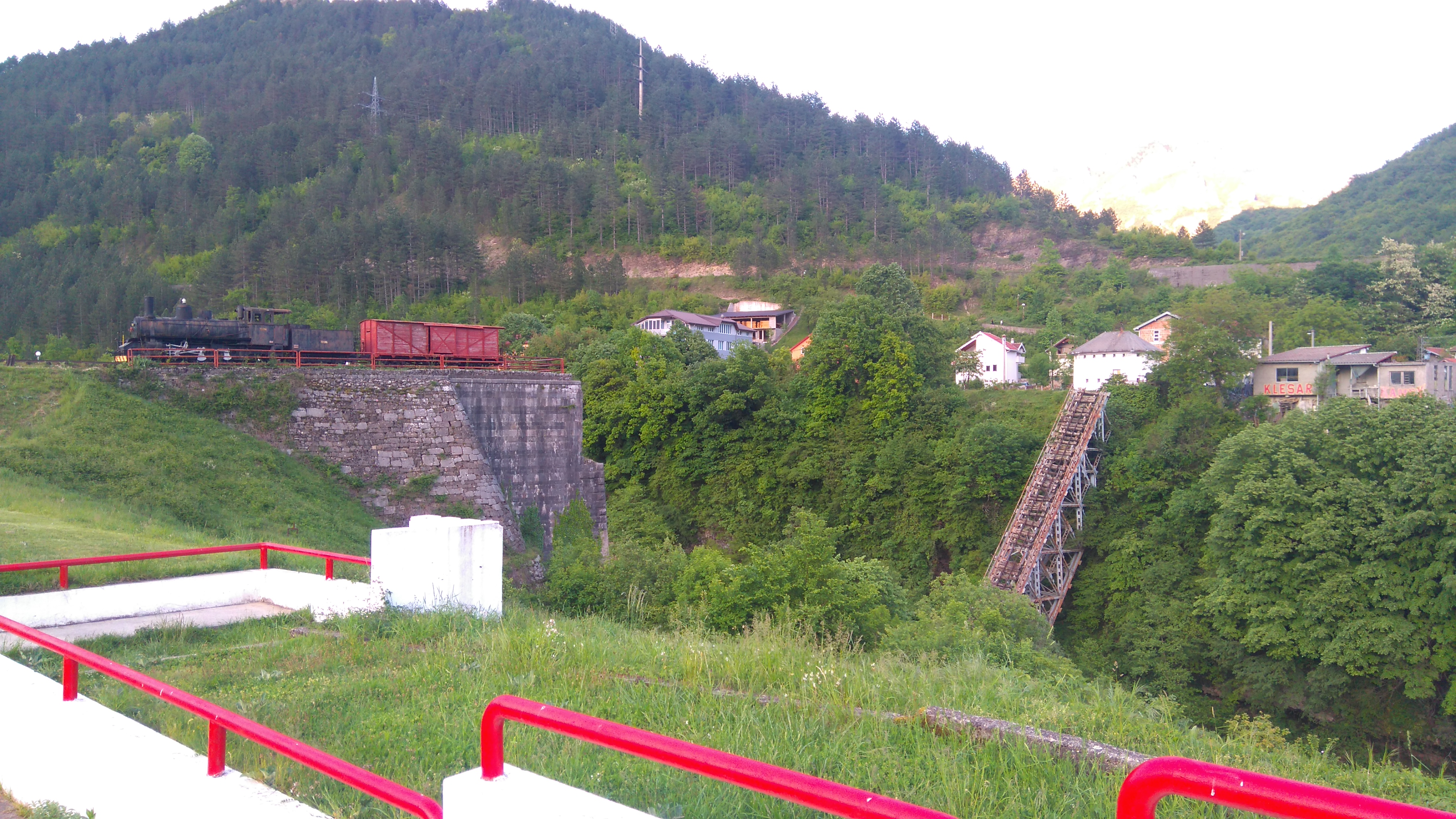
被摧毁的内雷特瓦桥
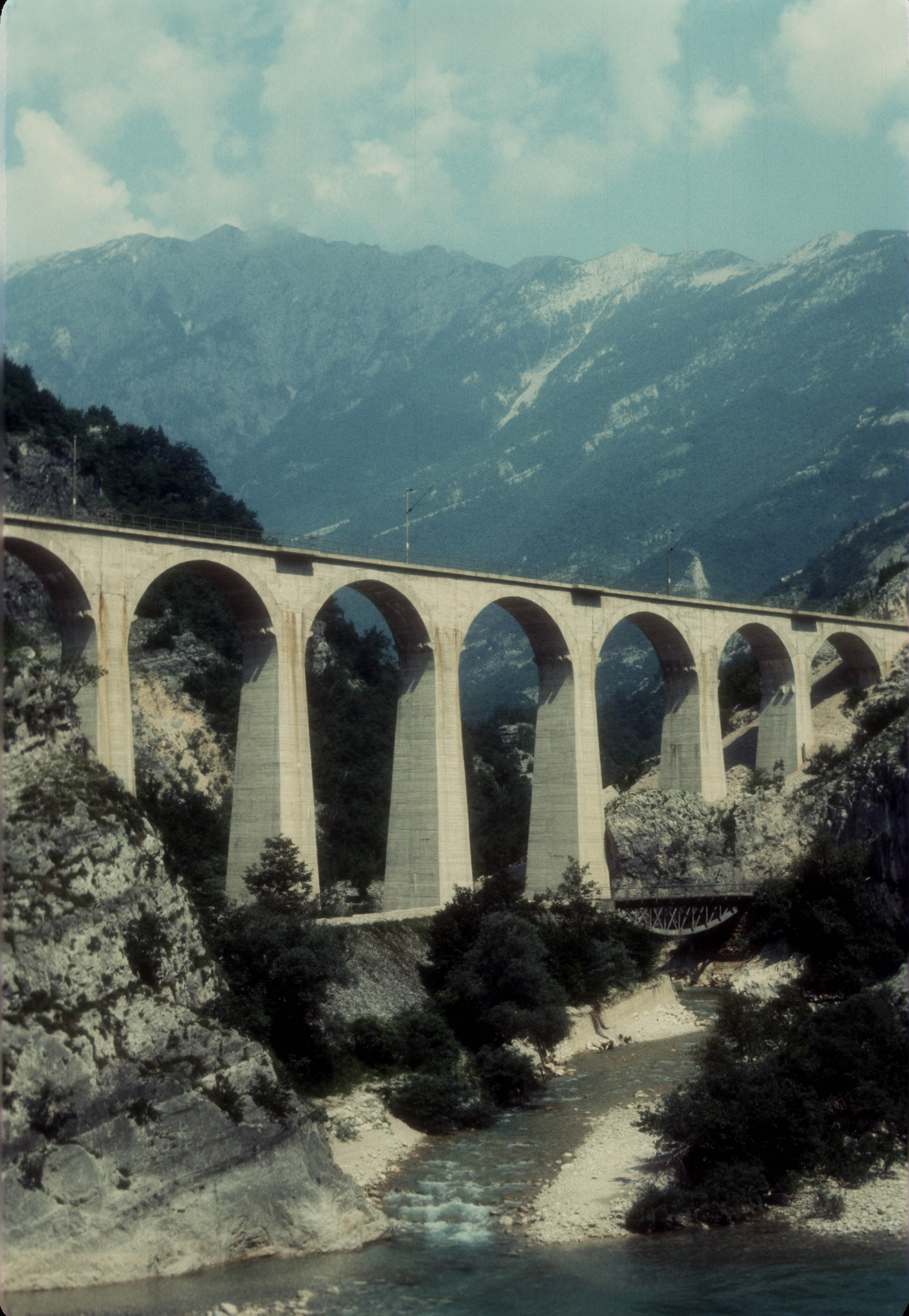
铁路桥
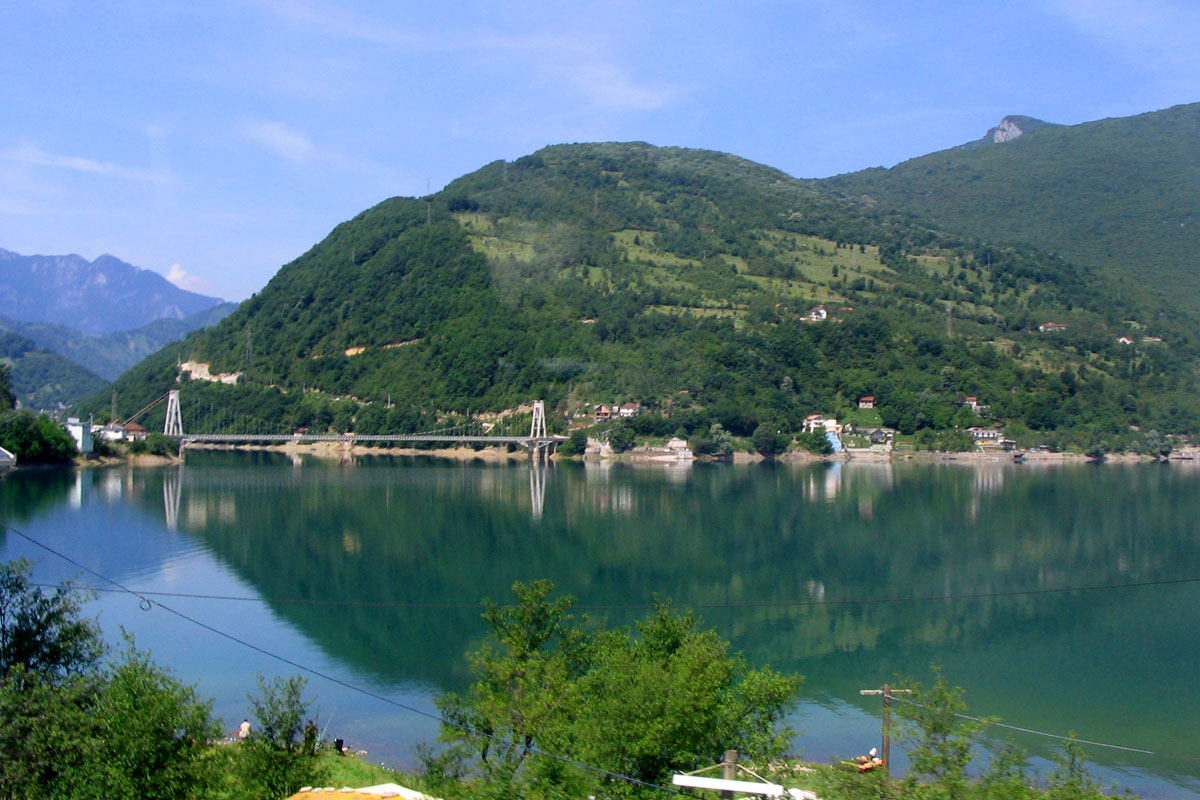
亚布拉尼察湖